# Pier Antonio Capobianco
Pier Antonio Capobianco (* Januar 1619 in Neapel; † 30. Oktober 1689) war ein italienischer römisch-katholischer Bischof.
Capobianco, der 1642 in Neapel den Doktor in Theologie erlangt hatte, wurde am 12. März 1663 zum Bischof von Lacedonia ernannt. Am 9. September 1672 trat er von seinem Amt als Bischof zurück und begab sich nach Rom. Vom Papst wurde er anschließend zum Datar der Pönitentiarie ernannt, einem der obersten drei Gerichtshöfe der katholischen Kirche. Dieses Amt übte er bis zu seinem Tode aus.